# 圣伊波利图
圣伊波利图是巴西米纳斯吉拉斯州的一个市镇。总面积430.775平方公里，总人口3541人，人口密度8.2人/平方公里。